# Élections législatives luxembourgeoises de 1866
Les élections législatives de 1866 ont eu lieu au scrutin indirect le 12 juin 1866 afin de renouveler quinze des trente-et-un membres de l'Assemblée des États. 

## Composition de l'Assemblée des États
| Circonscription     | Sièges | Députés                                   |
| ------------------- | ------ | ----------------------------------------- |
| Echternach          | 2      | Michel Witry                              |
| Echternach          | 2      | Jean-Pierre Foehr                         |
| Esch-sur-Alzette    | 3      | Arnould de Tornaco                        |
| Esch-sur-Alzette    | 3      | François-Louis-Guillaume Gras             |
| Esch-sur-Alzette    | 3      | Dominique-Alexis Brasseur                 |
| Luxembourg-Campagne | 3      | Adolphe Fischer                           |
| Luxembourg-Campagne | 3      | Dominique Stiff                           |
| Luxembourg-Campagne | 3      | Jean-François-Léonard-Alexandre de Colnet |
| Mersch              | 2      | Henri Witry                               |
| Mersch              | 2      | Jean-Pierre Fischer                       |
| Remich              | 2      | Léon Wurth                                |
| Remich              | 2      | Gustave Lessel                            |
| Wiltz               | 3      | Jean-Joseph-Georges Faber-Knepper         |
| Wiltz               | 3      | Michel Servais                            |
| Wiltz               | 3      | Paul Eyschen                              |